# 유도니스 하슬렘

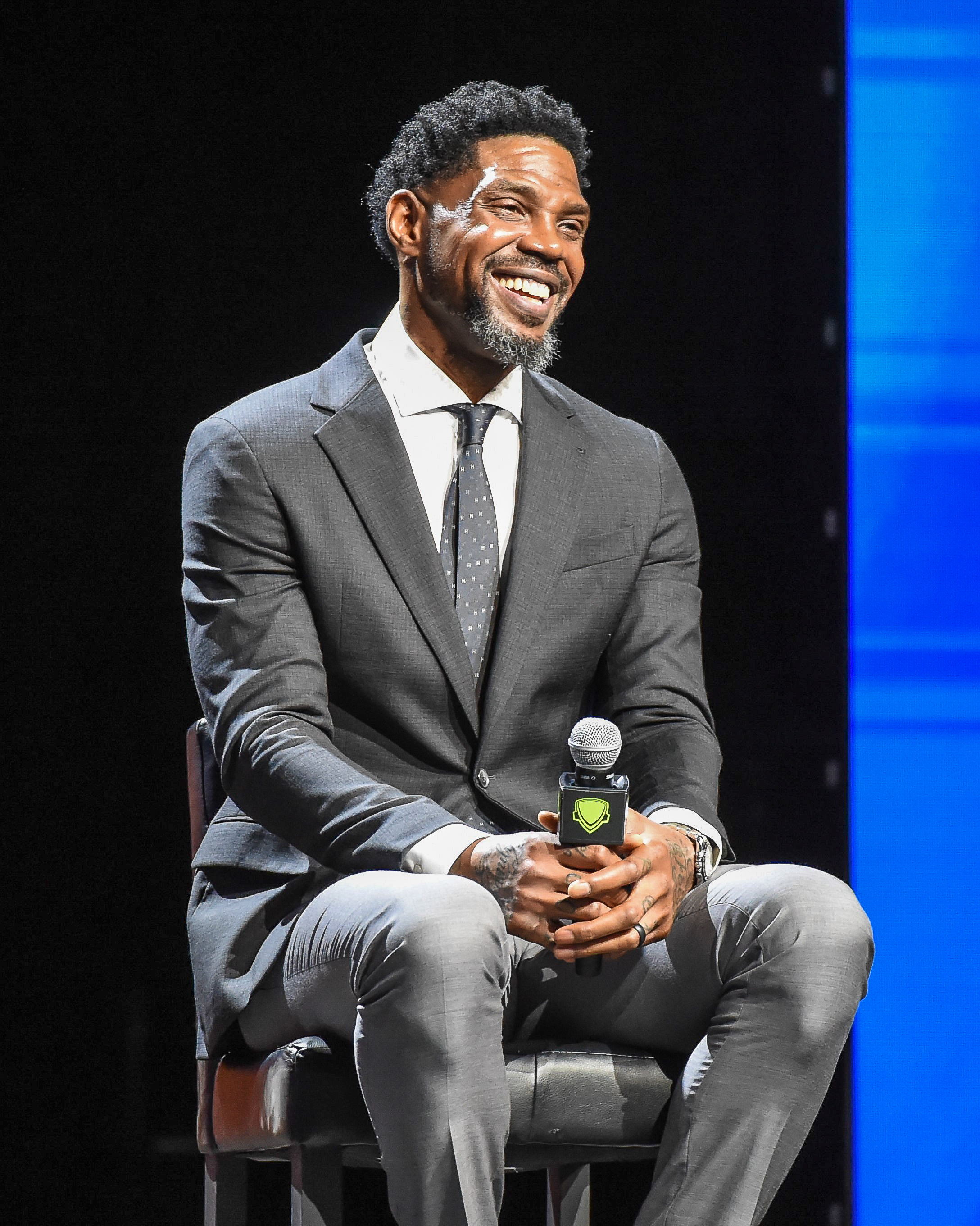

유도니스 하슬렘(Udonis Haslem, 본명: Udonis Johneal Haslem, /juːˈdɒnˈs dʒɒˈniːl ˈhæzləm/ yoo-DON-iss jon-EEL HAZ-ləm; 1980년 6월 9일 ~ )은 미국의 전직 프로 농구 선수이며 현재 마이애미 히트의 농구 개발 부사장으로 재직하고 있다. 20년 경력 전체를 전미 농구 협회(NBA)에서 보냈다. 하슬렘은 플로리다 게이터스(Florida Gators)에서 대학 농구 선수로 활약했으며, 그곳에서 NCAA 토너먼트 팀 4개의 핵심 멤버였다. 하슬렘은 프랑스에서 샬롱쉬르손에서 프로 경력을 시작한 후 2003년에 고향인 마이애미 히트와 계약하여 프랜차이즈 역사상 가장 오랫동안 재직한 선수가 되었다. 하슬렘은 또한 마이애미 히트로 3번의 NBA 챔피언십(2006, 2012, 2013)을 획득했다.

## 프로 경력
- 샬롱쉬르손(2002~2003)
- 마이애미 히트(2003~2023)
  - 2003-08: 올 루키 영예와 첫 우승
  - 2009-13: 연속 우승
  - 2013–23: "선수-코치" 역할 및 은퇴